# Prensa escrita
La prensa escrita es el conjunto de publicaciones impresas que se diferencian en función de su periodicidad, que puede ser diaria, semanal, quincenal, mensual o anual; o simplemente periódico.
Los antecedentes de la difusión escrita de noticias se remontan a la Antigüedad. En efecto, en algunas civilizaciones se difundían los sucesos en forma de textos escritos en hojas (papiro, seda o pergamino más raramente) o en inscripciones públicas (en piedra, metal o madera). Estas noticias eran emitidas por el estado y corresponden a lo que actualmente se conoce como propaganda. Al mismo tiempo los viajeros, comerciantes y peregrinos actuaban como medios para la propagación de novedades a través de las distancias. Muchas veces, estas noticias eran amplificadas y distorsionadas, por los cronistas, pasando a formar parte de sus escritos. Las cartas que tomaban estado público y las proclamas eran otra forma de difusión de noticias, que también quedaban escritas al incluirse en documentos oficiales o no.
Con la aparición de la imprenta, la prensa escrita se convirtió en el primer medio de comunicación de masas y los vehículos originales del periodismo. Aunque la información sea su función más destacada, la prensa escrita posee, como todo medio de comunicación, las funciones de informar, persuadir, promover, formar opinión, educar y entretener (habitualmente resumidas en la tríada informar, formar y entretener).

## Historia
La República Romana hizo circular una lista de eventos, llamada Acta Diurna ('eventos del día'), en el año 59 a. C. Hubo una publicación del gobierno imperial chino en el año 413 d. C. que se llamó Kaiyuan Za Bao («Noticias Mezcladas»). No obstante, estos precedentes de la prensa escrita no alcanzaron gran difusión al no contar con la posibilidad de la reproducción y distribución masivas. El nacimiento de la prensa, incluso en su denominación, se debe al invento de Gutemberg; la imprenta de caracteres móviles o prensa, en torno a 1440. Los primeros impresos con noticias contemporáneas, en forma de hojas sueltas, aparecieron a finales del siglo XV. Durante los siglos siguientes empezaron a crecer numerosos periódicos. El periódico más veterano que aún existe es el Post- och Inrikes Tidningar de Suecia, fundado en 1645, si bien desde 2007 solo se publica en línea. La generalización de los periódicos tuvo que esperar a la sociedad industrial: fue a partir de mediados del siglo XIX cuando se experimentó un gran desarrollo de estos medios.

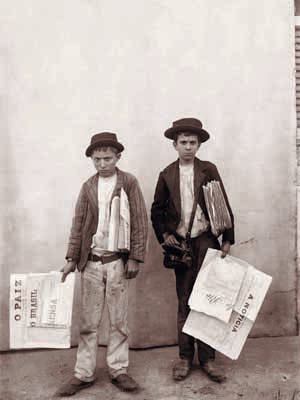
Vendedores de periódicos en Río de Janeiro en 1899.

En 1884, Ottmar Mergenthaler inventó la máquina del linotipo, que moldea líneas enteras de letras con plomo caliente. Este invento inició toda una época de trabajo que duró por casi un siglo. En 1962, el diario Los Angeles Times empezó a acelerar sus linotipos con cintas perforadas de computadoras RCA, después de automatizar la alineación y los hifenes en el texto en columnas. Esto aumentó la eficiencia de los operadores manuales de los linotipos en un 40 %. En 1973, la corporación introdujo terminales de corrección electrónicos, que fueron imitados por las corporaciones Raytheon, Atex y Digital Equipment Corporation, entre otras. Estas terminales entregaron tiras de tipo sobre película de foto fijadoras de letra.

## Difusión y venta
En casi todos los casos y en diferente medida, sus ingresos económicos, además del precio por ejemplar que cobran a sus lectores y de la suscripción de los suscriptores que reciben el periódico en su domicilio, se basan en la inserción de publicidad. Algunos (la prensa gratuita), únicamente por ella.
Se distribuyen y venden en los quioscos y en otros lugares propios para ello; a veces se vocean o reparten de forma ambulante.
Al número de ejemplares vendidos en un solo día se le llama difusión o circulación, y se usa como una forma de definir las escalas de precios para avisos publicitarios.
Según datos de la ONU, Japón tiene tres diarios con difusiones de más de 4 millones de ejemplares. El tabloide alemán Die Bild-Zeitung (literalmente, 'el diario de fotos') con una difusión de 4,5 millones fue el único otro diario en esa categoría.
En el Reino Unido The Sun, con alrededor de 3,2 millones de ejemplares difundidos por día (a finales del 2004) lidera las ventas diarias.[cita requerida]
En Estados Unidos y en el Reino Unido, hace muchos años que poco a poco va disminuyendo la difusión.[cita requerida]
El USA Today tiene cifras de difusión de alrededor de 2 millones, siendo el diario más distribuido de los Estados Unidos. Esto se debe en parte a sus contratos con hoteles. Muchos ejemplares son entregados a huéspedes que no expresan el deseo de no recibirlos gratis.
Diversos países tienen al menos un periódico que circula por todo su territorio. Un diario nacional, a diferencia de un diario local que trata de una sola ciudad o región. Estados Unidos y Canadá son una excepción parcial a esta tendencia, ya que no cuentan con casi ningún diario de enfoque y distribución universal dentro de sus territorios.[cita requerida]

## Negocios y prensa

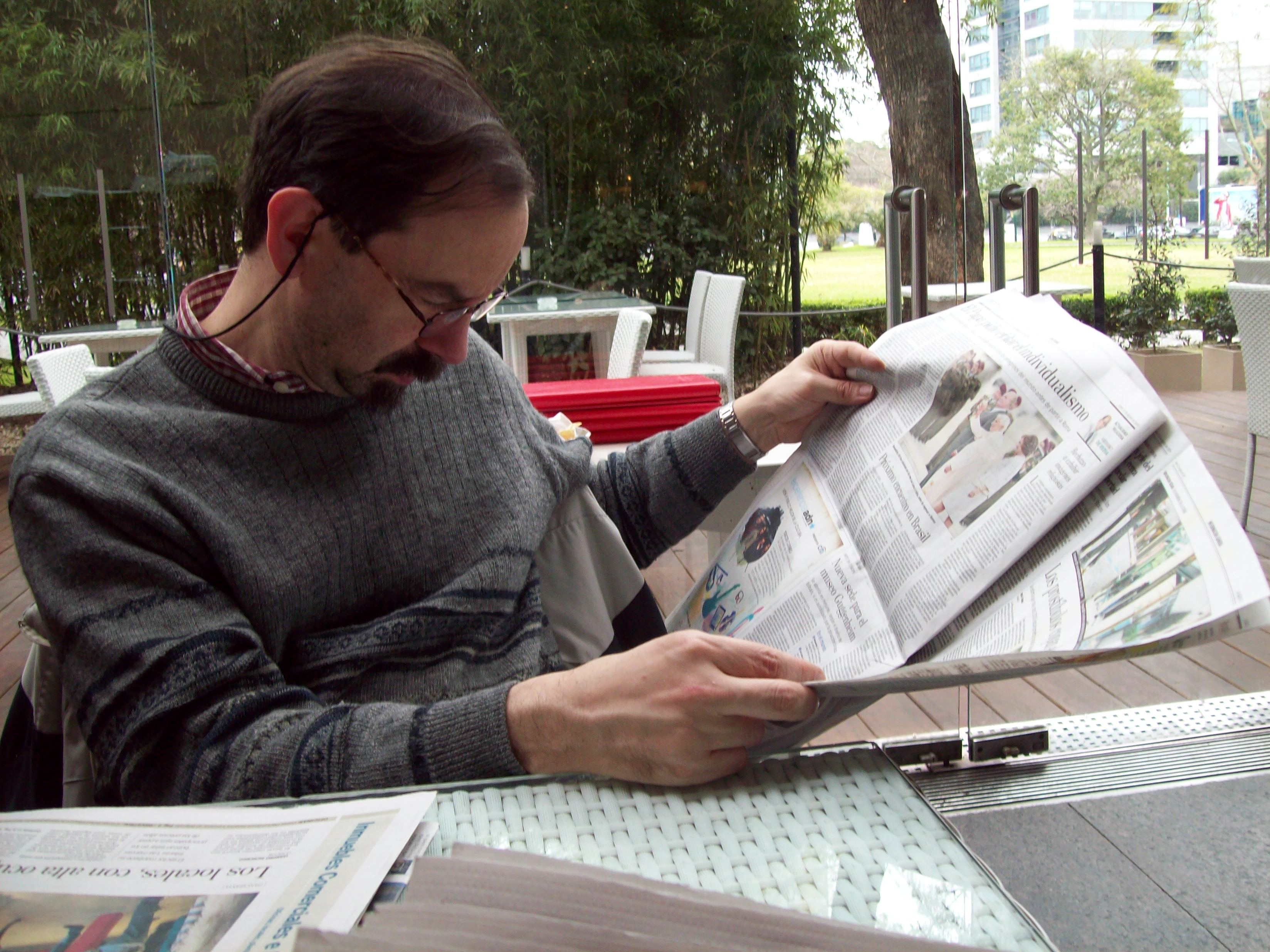
Es una práctica común leer el diario en un espacio público o en un sitio de comidas.

Para la mayoría de los periódicos, su mayor fuente de ingresos es la publicidad. Lo que ganan de la venta de ejemplares a sus clientes suele equivaler a algo más de lo que cuesta la impresión del producto. Es debido a esto que el precio de los periódicos es bajo.
Los editores de periódicos siempre buscan mayor difusión para así ganar más dinero por la venta de publicidad debido a la mayor eficacia de publicitar en sus hojas. Sin embargo, algunos sacrifican una mayor difusión a cambio de tener una audiencia más específica (un target: grupo demográfico más atractivo a los empresarios anunciantes).

### Funcionamiento interno
El profesional responsable de la elaboración del periódico es el director, director jefe o director ejecutivo; que delega la elaboración del contenido en la redacción, usualmente a través de un redactor jefe y un consejo de redacción, a partir del cual se encargan los artículos a los redactores correspondientes, y se reciben las noticias de los reporteros propios o de alguna agencia de información externa. También se publican artículos de columnistas prestigiosos o colaboradores externos al periódico (colaboraciones).

## Credibilidad de la prensa
Durante la era del periodismo "amarillo" del siglo XIX, muchos diarios estadounidenses se concentraron en la difusión de historias sensacionalistas que pretendían enojar o excitar, en lugar de informar. Sin embargo, este estilo de prensa se dejó de lado durante la Segunda Guerra Mundial, para volver al periodismo tradicional.
La crítica al periodismo es variada y a veces vehemente. Las acusaciones de sensacionalismo han disminuido en cierto grado. Pero la credibilidad se cuestiona debido a las fuentes anónimas, errores en los hechos, la gramática, y el deletreo; parcialidad real o imaginada; y escándalos de plagio y fabricación. Los editores muchas veces han usado su propiedad como juguete de rico o como una herramienta política.
Distintos periódicos rivalizan en defender diferentes posturas públicas (políticas o ideológicas); tanto si son órgano oficial de algún partido político (prensa de partido), o el órgano de expresión de un grupo de presión económico (patronal, sindical) o religioso (prensa católica); como si se consideran independientes. Al contrario, pueden ser la única expresión autorizada en un régimen totalitario.
Aunque las opiniones de los dueños muchas veces son relegadas a la páginas denominadas editorial, y las de los lectores a la página "op-ed" y a la sección de cartas al director, los diarios han sido usados varias veces para fines políticos insinuándose algún prejuicio en las "noticias" comunes. Por ejemplo, los derechistas estadounidenses acusan a The New York Times de un prejuicio izquierdista, mientras que los movimientos de carácter popular le acusan de apoyar casi siempre al Establishment político estadounidense. The Wall Street Journal, por otro lado, tiene fama de enfatizar la posición de la derecha radical.
Algunas medidas tomadas por los diarios con el fin de mejorar su credibilidad son: tener voceros, desarrollar políticas y procesos de entrenamiento de ética, usar políticas de autocorrección más duras, comunicando sus procesos y razones fundamentales con sus lectores, y pidiendo a las fuentes que revisen los artículos después de imprimirlos.

## El futuro de los periódicos
La audiencia general está en una lenta disminución en muchos países desarrollados debido a la creciente competición de la televisión y la Red (que compite para la publicidad, especialmente los anuncios de trabajo). Debe decirse, sin embargo, que frente a los medios audiovisuales, la prensa escrita presenta la ventaja de dar más detalles sobre las noticias y de informar normalmente desde otra perspectiva sobre los acontecimientos, es lo que se llaman medios fríos y medios calientes. El anual Congreso Mundial de Periódicos, convocado por 57.ª vez en Nueva York en junio de 2004, informó que la difusión subió en solo 35 de 208 países estudiados, mayoritariamente en países en desarrollo, sobre todo China.
Estos son algunos datos utilizados para el estudio:[cita requerida]
- China: 85 000 000 de ejemplares distribuidos en total cada día.
- India: 72 000 000 de ejemplares distribuidos en total cada día.
- Japón: 70 000 000 de ejemplares distribuidos en total cada día.
- EE. UU.: 55 000 000 de ejemplares distribuidos en total cada día.
- Disminución en un 2,2 % de la difusión total en 13 de los 15 países de la Unión Europea antes del 1 de mayo de 2004, con bajas de un 7,8 % en Irlanda, 4,7 % en Gran Bretaña, y 4 % en Portugal.
- Crecimiento en un 16 % de los periódicos libres/gratis a lo largo de 2003.

Muchos diarios británicos de hoja grande están cambiando al formato tabloide, ya que esto parece atraer a lectores más jóvenes.

## Digitalización de la prensa escrita
En la primera década del siglo XXI, el periódico impreso se ha visto sometido a una nueva corriente o medio de comunicación, el periodismo digital o ciberperiodismo. Aunque este fenómeno ha llevado al nacimiento de publicaciones únicamente digitales que optan por no disponer una versión en papel, ya que los costos de impresión y producción disminuyen y su difusión es mucho más extensa y eficaz.
De este modo, la versión digital no solo ha hecho que se tenga una copia exacta de los impresos en la web, sino también ha creado una nueva forma de hacer noticias. Este nuevo medio ha desarrollado un lenguaje propio y específico, que se queda a medio camino entre el lenguaje tradicional escrito y el lenguaje audiovisual. Esto se debe a que la red permite la inclusión texto, sonido e imágenes facilitando al usuario la lectura y comprensión de la noticia. Todo ello se suma a un lenguaje no tan estrictamente formal como en la prensa tradicional, ya que la rapidez también es una característica propia de este medio, tanto en la lectura como en la edición de la información. Del mismo modo que no se redacta igual en televisión, radio y prensa escrita, el consumo, por tanto, también es diferente, convirtiéndose en más extenso e intenso al minuto.
Por otro lado, se ha llegado a una ruptura de la periodicidad. La edición diaria de la prensa escrita tradicional ha llegado a tener dos publicaciones al día, que en la actualidad han desaparecido, pero que en casos especiales como noticias de última hora con repercusión mundial, aún se mantienen. Sin embargo, en la versión digital la actualización de noticias, sea o no de repercusión mundial, se hace prácticamente en tiempo real, de modo que el periódico, como el lector, siempre está informado de todo lo que acontece. Esto supone una mayor competencia contra la televisión, que poseía la hegemonía de consumo de medios hasta hace poco tiempo.
La multimedialidad facilita la interactividad entre emisor y receptor, algo que hasta ahora ningún medio permitía, ya que eran dirigidos unidireccionalmente: el emisor envía un mensaje que el receptor interpreta, sin la posibilidad de responder. Existen blogs, zonas de comentarios, con críticas y opiniones de usuarios. Esto mejora el trabajo del periodista que se cerciora que su mensaje o información tiene repercusión y al mismo tiempo, puede subsanar sus errores de redacción (recordando que el lenguaje empleado por el periodista está más cercano al oral que al escrito propiamente dicho, aunque mantenga ciertas normas lingüísticas). Además de una nueva concepción del receptor más allá de considerarse un mero consumidor de información, surge el llamado periodismo ciudadano donde la acción de los mismos toma un papel protagonista en la redacción de noticias.
Esta multimedialidad también se encuentra presente gracias a enlaces que permiten viajar por la red, añadiendo contexto y perspectiva histórica a las noticias, remitiéndose a otros textos, nuevas imágenes, vídeos, etc. Todo ello hace que la legibilidad que una página web sea más directa y sencilla que la página de un periódico, es decir, ver elementos de color, movimiento, textos más cortos y una distribución de las distintas secciones más accesible, pues se puede ir a la sección deseada mediante un clic.
Los periódicos digitales en español más consultados en todo el mundo son (septiembre de 2016): El País (España) con 11.618.000 usuarios únicos, El Mundo (España) con 9.036.000 usuarios únicos, Clarín (Argentina) con 8.179.000 y La Nación (Argentina) con 7.382.000 lectores.

## La información
La información recopilada por los investigadores de los periódicos pasa al organizador, que la jerarquiza para redacción de los artículos, luego pasan a los impresores con la utilización del offset, que van imprimiendo las páginas. Al final estos pliegos pasan a la máquina organizadora que las apila y cuyo producto final es el periódico.

### La tinta
La tinta empleada en la impresión de periódicos ha variado durante los años; desde la clásica pintura negra y manchante a una tinta morada, en algunos casos, o incluso de color café, aunque el desarrollo más reciente de la tinta se ha enfocado a que no manche y que sea biodegradable. La tinta de periódico y la impresión de color de las revistas contienen disolventes de gran toxicidad, sobre todo por el gran contenido de acetato de plomo que contiene; por eso es aconsejable desechar las revistas y periódicos una vez leídos [cita requerida].

### El papel
El papel de diario está presente en nuestra vida cotidiana doméstica, laboral y cultural. Por sus propiedades de rigidez y absorción de la humedad, la hoja de diario es también un recurso útil a la hora de limpiar, envolver, aislar y embalar. El papel de diario, por tanto, no solo es reusable sino también reciclable.
Para los papeles más económicos, como el papel prensa empleado en los periódicos, se utiliza solo pulpa de madera desfibrada y fibras recicladas.